# سوفی شارلوت
سوفی شارلوت (به انگلیسی: Sophie Charlotte) (زاده ۲۹ آوریل ۱۹۸۹) بازیگر آلمانی-برزیلی است.
از کارهای معروف او می‌توان به بازی در فیلم آدم‌کش اشاره کرد.